# Roggwil (Adelsgeschlecht)
Die Herren von Roggwil waren ein Rittergeschlecht aus dem 13. bis 17. Jahrhundert, benannt nach der Ortschaft Roggwil im Thurgau.

Das Wappen der Herren von Roggwil wird heute von der Gemeinde Roggwil TG geführt.

Die Familie verlagerte ihren Schwerpunkt in der zweiten Hälfte des 13. Jahrhunderts über Arbon nach Konstanz. Die Ritter sind ab 1201 vereinzelt belegt, bewegten sich im Umfeld der Familien von Arbon und zeugten für den Bischof von Konstanz. In Arbon verliert sich ihre Spur 1280, in Konstanz erscheint die Familie ab 1262 in der Spitzengruppe des städtischen Patriziats. Ulrich (erwähnt 1276 bis vor 1313), Sohn des Spitalpflegers Jakob (erwähnt 1262–1292), wurde 1288 als Erster seiner Familie Stadtammann von Konstanz. Fortan saß die Familie mit kurzen Unterbrechungen bis 1536 im Rat. Besonders erfolgreich waren Rudolf (erwähnt 1359–1365) und Ulrich (erwähnt 1362–1399), die von 1359 bis 1374 als Stadtammänner aufeinander folgten.
Ab der Mitte des 14. bis zur Mitte des 15. Jahrhunderts erwarb die Familie, deren Wohlstand auf Kreditgeschäften basierte, pfand- und kaufweise Güter und Vogteirechte im Hegau, Thurgau und im Zürcher Weinland, z. B. 1364 die Burg und Herrschaft Kastel in der Gemeinde Tägerwilen, die ihr nach den politischen Umwälzungen in Konstanz 1370 bis 1371 bis zur Auslösung der Pfandschaft 1453 vorübergehend auch als standesgemäßer Wohnsitz diente. Von 1433 bis 1561 besaßen die Roggwil die vormals hohenklingische Herrschaft Wagenhausen und von 1502 bis 1553 die Herrschaft Schwandegg im Zürcher Weinland.
Unter wirtschaftlichem Druck liquidierten die Roggwil Mitte des 16. Jahrhunderts in kurzer Zeit ihren Besitz. Mitglieder der Familie zogen nach Zürich und Konstanz. Als letzte Vertreterin starb 1632 Anna, Äbtissin des Zisterzienserinnenklosters Heiligkreuztal in Riedlingen (Oberschwaben).